# 特雷弗 (鸭)
特雷弗（英語：Trevor，？—2019年1月）是一只绿头鸭，它于2018年1月流浪到岛国纽埃，此后一直居于此直至2019年死亡。

## 生活
当《新西兰先驱报》记者克莱尔·特雷韦特在纽埃访问时遇到特雷弗，并在2018年9月的文章中报道了这只鸭子的出现后，特雷弗的故事开始引起媒体关注。自那时起，世界各地的新闻媒体纷纷报道了他的故事。绿头鸭并非纽埃的特有物种，由于该地区缺乏地表淡水，因此不适合绿头鸭栖息。:507根据专家们的猜测，这只绿头鸭有可能是被暴风吹离了航线，也有可能是被人偷偷带上了船。由于离引入地新西兰过于遥远，它不可能凭一己之力飞抵纽埃。
由于特雷弗距离同类数百公里远且没有配偶，因此这只鸭子被称为‘世界上最孤独的鸭子’，尽管它身边还有一只公鸡、一只雏鸡和一只秧鸡为伴。特雷弗是当地的名星，居住在路边的一个水坑里。当水坑开始干涸时，纽埃消防局就会往里加水。
这只鸭子得名于新西兰议长特雷弗·马拉德，由于纽埃是新西兰的联系国，政治学家将这一现象视为地缘政治软实力的运用。:13新西兰外长安排奥克兰的兽医协助纽埃农业、林业和渔业部照料这只鸭子。

## 死亡
2019年1月23日，一个以特雷弗命名的Facebook页面对特雷弗没有出现在其经常出现的栖息地表示失望。在两天后的1月25日，另一篇后续帖文证实特雷弗“被狗袭击后死在灌木丛中”。特雷弗的死不仅在当地引发了哀悼，还收到了来自世界各地的慰问，包括新西兰议长特雷弗·马拉德（特雷弗名字的来源）也对此表达了慰问。